# Serbisch-montenegrinische Beachhandball-Nationalmannschaft der Frauen
Die serbisch-montenegrinische Beachhandball-Nationalmannschaft der Frauen repräsentierte den serbisch-montenegrinischen Handball-Verband als Auswahlmannschaft auf internationaler Ebene bei Länderspielen im Beachhandball gegen Mannschaften anderer nationaler Verbände. Den Kader nominierte der Nationaltrainer.
Das männliche Pendant war die Serbisch-montenegrinische Beachhandball-Nationalmannschaft der Männer.

## Geschichte
Die serbisch-montenegrinische Beachhandball-Nationalmannschaft war Nachfolgerin der Jugoslawischen Beachhandball-Nationalmannschaft der Frauen. Sie wurde nach der Ablösung des jugoslawischen Staates durch den Bundesstaat Serbien und Montenegro im frühen Jahr 2003 übergangslos weiter geführt, konnte aber nicht mehr an die guten Ergebnisse der Vorgängermannschaft anknüpfen. Während die jugoslawische Mannschaft bei den beiden ersten Europameisterschaften jeweils mindestens das Halbfinale erreichte, konnte die Mannschaft Serbien-Montenegros bei ihren beiden EM-Teilnahmen 2004 und 2006 nur hintere Ränge belegen.
Nachdem Montenegro im Sommer 2006 den Staatenbund verlassen hatte – man trat  noch als gemeinsame Mannschaft bei der EM 2006 an – wurden die Mannschaften Serbiens und Montenegros Nachfolger, wobei die Gründung der montenegrinischen Mannschaft erst einige Jahre später erfolgte.

## Trainerin
- 2006: Marija Lojanica

## Teilnahmen
| World Games - 2005: nicht eingeladen | Weltmeisterschaften - 2004: nicht qualifiziert - 2006: nicht qualifiziert | Europameisterschaften - 2000: 12. - 2002: 11. |

- EM 2004: Kader derzeit unbekannt

- EM 2006: Ana Damnjanović • Sanja Damnjanović • Ivana Filipović • Andrea Lekić • Nikolina Lutovac • Anja Obradović • Slađana Pop-Lazić • Lidija Stević • Radmila Živković[1]